# Lost in the Forest
|  | Denne artikel er oprettet af botten PalnaBot ud fra en ekstern database. Den kan derfor have sproglige fejl eller mangler. Denne skabelon kan fjernes efter kontrol af indholdet. |

Lost in the Forest er en film instrueret af Jakob Foged, Tore Poulsen, Morten Enevoldsen.

## Handling
Det er hårdt at være den, der bliver holdt udenfor og drillet.